# ASEC Mimosas
Association Sportive des Employés de Commerce Mimosas, také ASEC Mimosas nebo ASEC Abidžan, je fotbalový klub z města Abidžan v Pobřeží slonoviny. Je nejúspěšnějším klubem v zemi: získal 24 mistrovských titulů. Byl založen v roce 1948 pod názvem „Association Sportive des Employés de Commerce“ („Sportovní sdružení obchodních zaměstnanců“), přezdívku „Mimosas“ získal podle žluté barvy dresů, které připomínají květy mimózy.
Klub má kromě fotbalového oddílu také basketbalový a házenkářský, od roku 1993 provozuje mládežnickou akademii, jejímiž absolventy jsou např. Gervinho, Didier Zokora nebo Yaya Touré. ASEC Mimosas je držitelem světového rekordu: v letech 1989 až 1994 neprohrál 108 ligových utkání v řadě.

## Úspěchy
- Mistr Pobřeží slonoviny: 1963, 1970, 1972, 1973, 1974, 1975, 1980, 1990, 1991, 1992, 1993, 1994, 1995, 1997, 1998, 2000, 2001, 2002, 2003, 2004, 2005, 2006, 2009, 2010, 2017, 2018
- Vítěz poháru Pobřeží slonoviny: 1962, 1967, 1968, 1969, 1970, 1972, 1973, 1983, 1990, 1995, 1997, 1999, 2003, 2005, 2007, 2008, 2011, 2013
- Vítěz superpoháru Pobřeží slonoviny: 1975, 1980, 1983, 1990, 1994, 1995, 1997, 1998, 1999, 2004, 2006, 2007, 2008, 2009
- Vítěz Ligy mistrů CAF: 1998
- Vítěz Superpoháru CAF: 1999